# Max Darj
Max Sebastian Darj (* 27. September 1991 in Göteborg) ist ein schwedischer Handballspieler. Er steht seit 2022 beim deutschen Bundesligisten Füchse Berlin unter Vertrag.

## Karriere
Max Darj begann seine Karriere im Alter von 12 Jahren bei Stenungsunds HK. 2009 wechselte er zum schwedischen Erstligisten Alingsås HK. Im Jahr 2010 gab er sein Erstliga-Debüt gegen Hammarby IF HF und kam gegen BM Ciudad Real auch zu seinem ersten Einsatz in der Champions League. 2011 wurde er im Alter von erst 20 Jahren Kapitän bei Alingsås und gewann 2014 die schwedische Meisterschaft. In der Saison 2016/17 wurde er zum besten Defensivspieler der schwedischen Liga gewählt.
Zur Saison 2017/18 wechselte er zum deutschen Bundesligisten Bergischen HC. Darj wurde zu Schwedens Handballer der Saison 2018/19 gewählt.
Seit der Saison 2022/23 steht er bei den Füchsen Berlin unter Vertrag. Mit den Füchsen gewann er die EHF European League 2022/23. Nachdem Paul Drux seine Karriere im Oktober 2024 verletzungsbedingt beenden musste, wurde Darj zum Kapitän der Füchse. In der Saison 2024/25 gewann er mit den Füchsen den ersten Meistertitel der Vereinsgeschichte. In der EHF Champions League 2024/25 erreichte er mit Berlin erstmals das Endspiel, in dem man dem SC Magdeburg mit 26:32 unterlag.
Mit der Nationalmannschaft Schwedens wurde er bei der Handball-EM 2018 sowie der Handball-WM 2021 Zweiter. Mit Schweden nahm er an den Olympischen Spielen in Tokio teil, schied aber im Viertelfinale gegen Spanien aus. Bei der Europameisterschaft 2022 bestritt er fünf von neun Spielen auf dem Weg zum Titelgewinn und warf dabei sechs Tore. Beim Gewinn der Bronzemedaille bei der Europameisterschaft 2024 bestritt er alle neun Spiele und warf 22 Tore.